# Trichophysetis simplalis
Trichophysetis simplalis là một loài bướm đêm trong họ Crambidae.